# بابا أمان (بابا امان)
بابا أمان (بالفارسية: باباامان) هي مستوطنة تقع في إيران في قسم بابا امان الريفي. يقدر عدد سكانها بـ 640 نسمة بحسب إحصاء 2016.